# Hallands södra domsagas tingslag
Hallands södra domsagas tingslag var ett tingslag i Hallands län.
Tingslaget bildades den 1 januari 1948 (enligt beslut den 10 juli 1947) genom av ett samgående av Höks tingslag och Halmstads och Tönnersjö tingslag. Laholms rådhusrätt upphörde enligt beslut den 13 juni 1947 också den 1 januari 1948 och Laholms stad ingick därför också i tingslaget. 1971 upplöstes tingslaget och verksamheten överfördes till Hallands södra tingsrätt.
Tingslaget ingick i Hallands södra domsaga, bildad 1683.

## Kommuner
Tingslaget bestod av följande kommuner den 1 januari 1952:
- Eldsberga landskommun
- Enslövs landskommun
- Getinge landskommun
- Harplinge landskommun
- Hishults landskommun
- Karups landskommun
- Knäreds landskommun
- Kvibille landskommun
- Laholms landskommun
- Laholms stad
- Oskarströms köping
- Ränneslövs landskommun
- Simlångsdalens landskommun
- Söndrums landskommun
- Torups landskommun
- Veinge landskommun
- Våxtorps landskommun